# Национален музей за древно изкуство (Лисабон)
Националният музей за древно изкуство (на португалски: Museu Nacional de Arte Antiga) в Лисабон притежава една от най-големите и значителни художествени колекции в Португалия и Европа. Тя отразява развитието на португалското изкуство от древността до началото на XIX век.
Отделът за европейска живопис при музея, впечатлява със своите размери и количество на представените автори: Йеронимус Бош, Ян Брьогел Младия, Жерард Давид, Албрехт Дюрер, Лукас Кранах Стари, Пиеро дела Франческа, Ян Хосарт, Ханс Холбайн Стария, Питер де Хоох, Куентин Масейс, Ханс Мемлинг, Йоахим Патинир, Ян Провост, Рафаел, Хосе де Рибера, Андреа дел Сарто, Давид Тенирс Младши, Тинторето, Антонис ван Дайк, Диего Веласкес, Франсиско де Сурбаран и др.

## История
Решение да се премести колекцията в дворец Помбал е взето през 1882 година. Оттогава тя непрекъснато се попълва, в началото от богати дарители, една от които става португалската кралица Карлота-Хоакина Бурбон-Испанска, а друг известен дарител е арменският нефтен магнат Калуст Гулбенкян, направил много за културния живот на Португалия. Скоро избраната сграда се оказва малка за колекцията. Затова е решено, че част от експонатите следва да се преместят в нови помещения, а доколкото подходящи постройки не се намерили, решили такава да се построи, което реално става през 1994 г.

## Колекция
В музея се пазят 2200 произведения на живописта за период от XIV век до 1820 година. Всички фондове условно са поделени на седем раздели: живопис, скулптура, рисунки и графика, изделия от злато и сребро, керамика, текстил, мебели.
Има колекции на изкуство от Африка и Далечния Изток – свидетелство за предишното колониално господство.
В колекцията от живопис има няколко изискани експонати: изображение на Св. Йероним, изпълнено от Албрехт Дюрер, който художникът лично продава на заинтересовани лица от Португалия.
Тук са произведения на Лукас Кранах Стари, Ханс Холбайн Младия, Диего Веласкес. Музеят разполага с една от най-известните картини на Йеронимус Бош – „Изкушение на свети Антоний“; това е олтар в три части с изображението на благочестивия египетски отшелник, заобиколен от демони и алчни чудовища.
В раздела на португалската живопис са обхванати четири века от нейното развитие. В преобладаващото си съдържание това са религиозни сюжети и портрети.
Кулминация на португалската живопис от XV век е полиптих „Олтарът на Свети Винсент“ работа на художника Нуну Гонсалвиш, състоящ се от шест панела.
На него са изписани около шестдесет фигури на светии, а сред – принц Енрике Мореплавателя, бледен човек с мустаци в черно, с молитвено сложени ръце.

## Галерия
- „Изкушение на свети Антоний“ – триптих – отворен 
Йеронимус Бош
- „Изкушение на свети Антоний“ – триптих- затворен 
Йеронимус Бош 
 (изглед на външните панели).
- „Св. Йероним“.
Дюрер
- „Мадоната с младенеца“.
Ханс Мемлинг